# Ayawawa
Ayawawa（本名杨冰阳，1983年1月7日—），中國四川自贡人，是一位中国大陆网络红人，身兼作家、情感咨询师、模特兒、企业家等身份。早年活跃于猫扑论坛、天涯社区，后在微博、微信平台开设账号，从事情感咨询和分析，也出版过多本情感相关书籍。2015年位居中国网红排行榜第24位。其粉丝被称为“娃粉”。

## 生平
Ayawawa于1983年1月7日生于四川自贡，中学就读于自贡蜀光中学，大学就读于西南大学育才学院（现重庆人文科技学院）。她在校期间读书并不用功，但由于天资聪颖，总能在各种竞赛中取得较好的名次，上初中时，她取得了四川省物理竞赛第一名的成绩。在8岁时，她首次发表的作品是一首散文诗《小草》。
Ayawawa于2001年在互联网上成名，最初在貓撲論壇上发布自己的照片。由于当年長髮飄飄的清純形象，因而被网友誉为「夢中情人」。她的照片曾遭到盗用，当时山東一医院在报纸刊登的子宮肌瘤广告中盗用了她的照片。於是粉絲到該報所属的新聞網頁大量發帖，使得报社一度無法正常工作，並最終道歉了事。Ayawawa此后与貓撲签约，成为其首任形象大使。她被网友誉为“天涯社区十大美女”、“猫扑女神”。
2006年，担任世界杯网络直播主持人，后于2007年担任女足世界杯网络主持人，曾获得《华夏时报》世界足球杯足球宝贝全国总冠军。
2009年出版专栏结集《恋爱厚黑学》，此后她開始以兩性情感為主題寫作，出版多本书籍，也在電視節目中担当嘉賓。她家中書櫃所藏书籍大多以心理學和生理學方面为主，还藏有樂嘉、陸琪、莊雅婷等同行撰写的书籍。Ayawawa通过大量的閲讀和撰写书籍，總結發展了一套自己的“情感理論”。Ayawawa在其微博上拥有300多万的粉丝，而在微信公众号上，她推送的文章几乎每篇阅读量达到10万以上，还获得了《鲁豫有约》、新榜联合发布的“2016值得关注的有料自媒体”的奖项。她每日都會收到上千条粉絲的留言，内容以情感問題为主，其中80%的諮詢者为女性。Ayawawa会对粉丝的每一条留言進行點評，然后發到她的社交账号上讓粉絲們看到。
Ayawawa自称其智商为145，于2007年通过门萨考试。此后，Ayawawa四处联系门萨会员，建立起“门萨中国分会”，同时担任“门萨中国”的主席。然而门萨国际对外证实称“门萨中国”并未获得门萨国际的认可。
Ayawawa还在淘宝网上开设网店，主要贩卖化妆品、护肤品，后开设服装店，兼任模特。她还是4家公司的创始人或股东，这4家公司分别是广州花镇教育咨询有限公司、北京素研生物科技有限公司、上海施佳化妆品有限公司、上海夏耳企业管理有限公司，同时也是上海巽联信息科技有限公司、上海极迦生物科技有限公司、上海雨山生物科技有限公司、天津冰月华贸科技有限公司（兼法人）等4家公司的高管。

## 主要观点和言论
Ayawawa曾经提出了一套“理论体系”，即“MV”和“PU”。其中“MV”即“伴侣价值”（Mate value），指“在婚姻市场的受欢迎程度”，其“衡量標準”主要有八項：年齡、身高、長相、財富、智商、情商、性能力和長期承諾。而“PU”即“亲子不确定性”（Paternity uncertainty），其中，男性PU指的是“男性有多不确信孩子是自己的”；女性PU指的是“女性看起来有多让男人不能确信孩子是自己的”。通过这一“理论”，Ayawawa得出的“结论”是：“拥有高MV和低PU的女性，更容易拥有长久的婚姻。而默认MV（颜值、外在条件）不那么容易改变的情况下，她在做的事情，就是帮助女孩降低PU”。为了降低PU，女人必须要“发自内心地”崇拜其伴侣，给伴侣安全感。“没有表现出对男生的崇拜和忠诚，就好像碗没有底，表没有时间，手机不能打电话，马桶不能冲水，筷子只有一只，鞋子没有底。”而继父性侵女儿、女性被家暴之类的问题也都是起因于妻子的PU太高，无法给男人安全感。
Ayawawa曾在网络短视频节目《透明人》就主持人提出的“老公出轨该不该原谅”问题时表示，“如果一个女生自身条件非常糟糕，而她的老公是一个条件比较好、有能力养家的人，那么这位老公出轨是正常的”。此外，她还提出了“长择/短择”、“石头-剪刀-布”等一系列“自创术语”。然而这些言论引来了社会学家李银河的争议，称其观点“十分陈腐，缺乏现代女性主义意识，基本上是反女权的，没有一点现代女性的气息。”
Ayawawa曾在北京一名女性知识分子于2016年因先兆子痫去世时，在新浪微博上评价“为了预防‘先兆子痫’，女性需要增加性生活的频率、不要使用避孕套，多口交乃至吞精，以保证身体多接触男方的精子，降低自身对它的排斥”，因此在微博上遭到众多医学界人士的批评。而且由于这一原因，Ayawawa又有了“吞精教主”的称号
。另外，她还声称有办法指导女人如何避免生出同性恋的儿子。而对于女权主义，她则评价道“女权主义者的根源在于睾酮素太高，太雄性化，所以总想要参与雄性竞争。”
由于其思想与“女德教母”丁璇的理论颇有类似之处，因此有媒体将这两人加以比较。有支持Ayawawa言论的人认为，Ayawawa在帮助女性发挥性别优势；反对者则批评Ayawawa是在变相鼓励女性依附男人。

## 家庭
Ayawawa的丈夫名为王鹏，他同时为两大高智商组织——门萨和奥林匹克社区的成员。他曾就读于燕山大学材料学，后从燕大辍学，到新加坡学会计。二人于2007年结识10天后闪婚。王鹏还持有上海极迦生物科技有限公司80%的股份，也在上海极迦生物科技有限公司、上海雨山生物科技有限公司2家公司担任高管。他所担任高管的上海极迦生物科技有限公司胶原蛋白饮品拥有“优弹素”品牌，且仅在微商渠道销售，然而这一产品被指涉嫌传销和虚假宣传。
Ayawawa与王鹏夫妇现育有二孩，居于天津市。

## 作品

### 书籍
- . 北京: 新世界出版社. 2009. ISBN 9787510405419.
- . 北京: 文化艺术出版社. 2010. ISBN 9787503942051.
- . 长春: 时代文艺出版社. 2011. ISBN 9787538730746.
- . 北京: 新星出版社. 2011. ISBN 9787513303552.
- . 北京: 中信出版社. 2014. ISBN 9787508648118.
- . 长沙: 湖南文艺出版社. 2015. ISBN 9787540472078.
- . 北京: 中国友谊出版公司. 2015. ISBN 9787505734944.
- . 长沙: 湖南文艺出版社. 2016. ISBN 9787540475383.
- . 长沙: 湖南文艺出版社. 2017. ISBN 9787540482077.

## 争议事件

### 央视失误
2007年7月，中国中央电视台社会与法频道（CCTV-12）《天网》栏目一期题为《揭秘传销》的专题片中，介绍了一位女大学生因参加传销而跳火车丧命，并播出了死者生前的三幅照片。尽管做了马赛克处理，但还是有眾多网友看出所谓死者“生前照片”竟是Ayawawa的生活照。该节目评上了第17届中国新闻奖，公示阶段被揭发造假，悄然拿下。事后央視低調回應，稱此事為臨時工工作疏忽所致。

### 关于慰安妇
2018年5月18日下午，Ayawawa发表微博，称“日军屠城的时候，烧杀抢掠，男性一定逃不过厄运，一个坑埋掉上千人。而女性虽然被强暴，但她们还有机会存活下来，见证历史，告诉我们那些过去的事情”。此前，微博“谷雨实验室”也在一篇名为《情感教主Ayawawa和300万种择偶焦虑》一文中也提到了类似的故事。文章称，Ayawawa让女孩们想象日军侵华时期的慰安妇制度受害者，她表示“同时期的男人更惨，都被打死了，女人至少还能留下一条命。只要你发挥好自己的优势，各种好处就会源源不断”。而这些言论很快引来了网友和媒体的批评，其中《中国妇女报》官方微博表示“情感教主Ayawawa操持的真是歪理邪说、有毒鸡汤”。许多媒体和网民也表达了对自媒体行业缺少道德制约和监管的担忧，以及对以Ayawawa为代表的一批情感网红宣扬“女德”、曲解“女权”的反对。同日晚，Ayawawa通过微博道歉，称自己犯了低级错误，决定账号停更一个月，并就涉事微博引发的不良影响而致歉。然而这条致歉微博被删除。5月22日中午，新浪微博发布公告称，称因Ayawawa发布有关慰安妇的严重不当言论，造成了严重的社会不良影响，决定对微博账号@Ayawawa禁言、禁被关注6个月。